# 큐에스아이
큐에스아이(QSI Co. Ltd.)는 대한민국의 전자부품 기업이다. 본사는 충남 천안시 서북구 성거읍 천흥8길 17에 위치해 있으며 대표이사는 이청대이다.
2019년부터 양자컴퓨터용 극저온 저잡음 증폭기와 관련 기술을 개발하는 유럽연합과 산업통상자원부 주관 국제공동기술개발 사업 과제에 참여하고 있다

## 상장
2006년 11월 24일에 공모가 6,800원에 코스닥 시장에 상장하였다.

## 같이 보기
- 양자컴퓨터

## 참고문헌
1. ↑  큐에스아이, 中 라이다 수출금지…국산화 국책과제 기대감에 상승세, 이투데이, 2023-12-22
2. ↑  中 라이다 수출금지... 큐에스아이, 주가 ‘3.36%’ 상승, 에코노믹리뷰, 2023.12.22
3. ↑  임민철, 양자 정보기술 관련주 강세… 큐에스아이 상한가, 아주경제, 2024-12-30